# Can Pujol (Anglès)
Can Pujol, antigament fou coneguda com a Cal Monjo, és un edifici al costat dret de la plaça de la vila d'Anglès catalogat a l'Inventari del Patrimoni Arquitectònic de Catalunya. Es tracta d'un immoble de planta rectangular que consta de planta baixa i tres pisos, entre mitgeres i coberta aterrassada. Com a elements més significatius i destacats hi ha, per una banda el treball de ferro forjat de les balconades. La planta noble és una balconada correguda mentre que les dels dos pisos superiors són individuals i abracen formes geomètriques. Mentre que per l'altra, el treball de la cornisa amb aquesta falsa balconada composta per un ritme o interval entre baranes de ferro forjat i envans mitgers o panys de mur en forma circular o lobulada presidits per dos medallons circulars que contenen una inicial - R - i la data de 1907.
El portal d'accés és d'arc rebaixat i totes les obertures -tant el portal d'accés com les set finestres experimenten l'aplicació d'un emmarcament rectangular a base de rajol que acaba generant un contrast visual. Els quatre pisos han estat resolts basant-se en la mateixa solució de dues obertures rectangulars per pis amb un emmarcament de rajol. Ara bé aquesta solució està estructurada o plantejada segons un ordre decreixent de més a menys. Així les obertures de la planta baixa són les més grans i a mesura que es va ascendint la grandària de les finestres va decreixent progressivament fent-se cada vegada més petites i reduïdes.